# Etos 2010
Etos 2010 – debiutancki album studyjny polskiego rapera Piotra Więcławskiego znanego jako Vienio. Wydawnictwo ukazało się 20 września 2010 roku nakładem CreativeMusic. Płyta zadebiutowała na 15. miejscu listy OLiS w Polsce. W ramach promocji albumu zrealizowano teledyski do utworów „Nowe Bloki”, „Różnice” oraz „Inspiracje 2".
Pochodzący z albumu utwór pt. „Nowe bloki” znalazł się na liście „120 najważniejszych polskich utworów hip-hopowych” według serwisu T-Mobile Music.

## Lista utworów
| CD 1 1. „Intro etos” – 1:09 2. „Nie byłoby tu nas” (gościnnie: Grubson) – 4:05 3. „Gril te sprawy” (gościnnie: Sobota) – 3:31 4. „Skit farby” – 1:21 5. „Inspiracje 2" (gościnnie: Kosi) – 3:40 6. „Skit DJ” – 1:53 7. „Niektórzy z nas” (gościnnie: Rahim) – 4:25 8. „Undergraund” (gościnnie: Diox) 4:21 9. „Skit B-boy” – 1:05 10. „Minęliśmy się” (gościnnie: Mystic Xperienz, L.U.C.) – 4:28 11. „Nowe bloki” (gościnnie: Hades) – 4:03 12. „Różnice” (gościnnie: Łona, Fokus) – 4:09[A] 13. „Respekt” – 4:14 14. „Da się nie da się” – 2:35 15. „G.H.I.S.Z.C.S.” – 3:35 16. „Nie narzekaj” (gościnnie: Medium) – 4:32 |  | CD 2 1. „Nie byłoby tu nas” (instrumental) – 4:05 2. „Gril te sprawy” (instrumental) – 3:37 3. „Inspiracje 2" (instrumental) – 3:44 4. „Niektórzy z nas” (instrumental) – 4:28 5. „Undergraund” (instrumental) – 4:25 6. „Minęliśmy się” (instrumental) – 4:19 7. „Różnice” (instrumental) – 4:08 8. „Da się nie da się” (instrumental) – 2:37 9. „Nie narzekaj” (instrumental) – 4:28 10. „Nie byłoby tu nas” (accapella) – 3:56 11. „Gril te sprawy” (accapella) – 3:32 12. „Inspiracje 2" (accapella) – 3:40 13. „Niektórzy z nas” (accapella) – 4:07 14. „Undergraund” (accapella) – 4:23 15. „Minęliśmy się” (accapella) – 4:18 16. „Różnice” (accapella) – 3:45 17. „Da się nie da się” (accapella) – 2:27 18. „Nie narzekaj” (accapella) – 4:27 |

Notatki
- A^ W utworze wykorzystano sample z piosenek „O Leli Lo!” w wykonaniu 2 plus 1 i „Oh My God” A Tribe Called Quest[8].